# Lilla Klavetjärnen
Lilla Klavetjärnen är en sjö i Dals-Eds kommun i Dalsland och ingår i Örekilsälvens huvudavrinningsområde.